# Матрос первой статьи
Матрос первой статьи, Матрос 1-й статьи — строевой нижний чин 1-го, 2-го и 3-го разрядов Российского Императорского флота, присваиваемый за образцовое выполнение служебных обязанностей и примерную воинскую дисциплину тем, кто прослужил больше года, и лицо, его имевшее.
Матрос 1-й статьи относился к категории Матросы. Соответствовал армейскому строевому нижнему чину ефрейтор пехоты, однако специальных знаков различия для этого нижнего чина не устанавливалось.
На флоте из числа грамотных матросов хорошего поведения 1-й или 2-й статьи, не специалистов, на корабле, от каждой роты, самими нижними чинами, выбирался артельщик и утверждался в этом звании ротным командиром.
|                                                |                               |                                                             |
| младший строевой нижний чин: Матрос 2-й статьи | Гальванёр и Матрос 1-й статьи | старший строевой нижний чин: Рулевой, марсовой и сигнальщик |

Введённые Именным Указом «О введении в морском ведомстве отличий на погонах», нашивки на погоны не предусматривали особых знаков различия для матросов 1-й статьи. Одна поперечная басонная нашивка была установлена для марсовых, рулевых и ефрейторов. Однако при этом неверно считать, что на тот момент рулевые, марсовые и сигнальщики являлись воинскими званиями.
Согласно Высочайше утверждённого Положения о довольствии команд морского ведомства по части обмундирования и амуниции (1874 год) для матросов 1-й статьи особых отличий опять-таки установлено не было. Звания «Сигнальщик» и «Марсовый» отнесены к специальным званиям (боевым специальностям), наравне со стрелками, комендорами, гимнастами и тому подобное, и воинскими званиями не являлись. Для этих специальностей были введены знаки различия на погонах в виде цветных поперечных и продольных басонных нашивок.
Матрос 1-й статьи в соответствии с руководящими документами, в 1910-е годы, получал денежное содержание (жалованье), в месяц:
- береговое — один рубль;
- морское — 75 копеек[6].

В Военно-Морском флоте ВС СССР в 1940 году было введено аналогичное воинское звание старший краснофлотец, которое в 1946 году было заменено званием старший матрос.